# Jacob Kounin
Jacob Sebatian Kounin (1912 – 1995) was een Amerikaans pedagoog. Hij is de bedenker van het concept klassenmanagement. Kounin begon als onderwijspsycholoog aan de Wayne State University in 1946. Zijn onderwijsvisie en onderzoek dat hij heeft verricht heeft betrekking op de wijze waarop leerlingen leren.
Hij deed in eerste instantie onderzoek naar de wijze waarop docenten omgaan met leerlingen die zich niet gedragen in de les. Gaandeweg kwam hij erachter dat die reactiewijze veel te maken heeft met de wijze waarop de school is georganiseerd en hoe docenten de regels hanteren, dit vormde zijn besluit om verder onderzoek te doen naar de randvoorwaarden om regels te kunnen hanteren. In zijn onderzoek betrok hij diverse onderwijsniveaus en tevens gebruikte hij 80 videofragmenten die waren opgenomen in klassen van basisscholen. Zijn totale onderzoek duurde 5 jaar.
Kounin schreef het boek Discipline and Group Management in Classrooms.
Verder bedacht hij de term rimpeleffect. Hij ging uit van het idee dat de wijze waarop een docent reageert op de misdraging van één leerling tevens de andere leerlingen beïnvloedt.